# Tory Foster

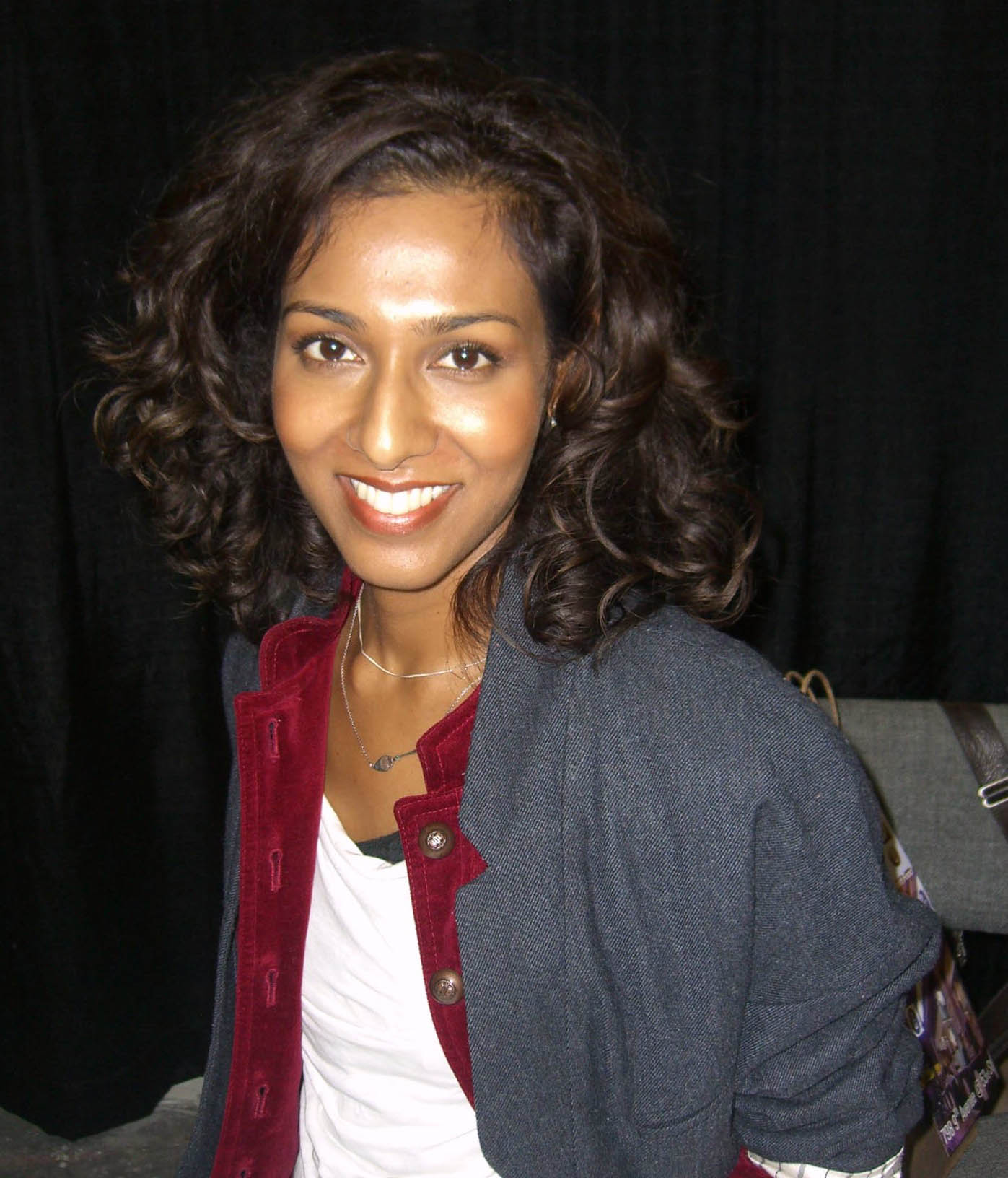
Rekha Sharma, die Tory Foster speelt

Tory Foster is een personage uit de herwerkte televisieserie Battlestar Galactica. Ze wordt de stafchef van president Laura Roslin na de dood van Billy Keikeya, Roslin's eerste medewerker. De rol werd vertolkt door actrice Rekha Sharma.

## Biografie
Foster is een van de Final Five Cylons. Ze leefde net zoals de andere vier Final Five Cylons op de originele Aarde tweeduizend jaar voor de destructie van de twaalf kolonies. Ze werkte aan de heropstandingtechnologie, een technologie die de mogelijkheid biedt aan Cylons om herboren of gedownload te worden in een nieuw lichaam na de dood. Ze had een relatie met Galen Tyrol en plande met hem te trouwen. Toen de originele Aarde verwoest werd door een nucleaire oorlog, konden de Final Five zich redden door zich te downloaden met behulp van de heropstandingstechnologie die ze ontwikkeld hadden en die geïnstalleerd was op een schip dat nabij de planeet lag.
Later creëren Foster en de vier anderen acht nieuwe modellen humanoïde Cylons met meerdere kopieën van elk model. Het eerste model, gekend als Cavil is erg ontevreden over zijn naar eigen zeggen imperfecte menselijk lichaam en begint zowel de mensheid als zijn "ouders" te haten. Nadat hij eerst het zevende model voorgoed uitschakelt omdat hij het een te zwak en te menselijk model vond, besluit hij om de Final Five offline te nemen en hun bewustzijn op te slaan. Later downloadt hij de vijf in een nieuw lichaam, maar zorgt ervoor dat ze zich niet meer bewust zijn van hun Cylon identiteit en dropt hen op Caprica om te leven tussen de kolonisten.
Tijdens haar leven op Caprica is ze politiek campagnemedewerker. Tijdens de aanval op de twaalf kolonies is ze onderweg in haar auto, die bij de aanval getroffen wordt, maar ze komt ervanaf met lichte verwondingen. De manier waarop ze in de vloot belandt is onbekend, maar vermoedelijk wordt ze opgehaald met een verkenningsschip bij een van de reddingsacties.
Na de dood van Billy Keikeya wordt ze stafchef van president Laura Roslin. Ze kwijt haar taak met loyaliteit. Wanneer Roslin de presidentsverkiezingen dreigt te verliezen aan Gaius Baltar is ze een van de leidende figuren die probeert de verkiezingen te vervalsen.
Als de Galactica in de nabijheid komt van een gaswolk begint Foster geluiden te horen, net als de drie andere Final Five aan boord van de Galactica (Ellen Tigh werd inmiddels gedood door Saul Tigh voor haar aandeel in de collaboratie met de Cylons op New Caprica en werd gedownload op een Cylon heropstandingsschip). Wanneer ze na het volgen van de geluiden samen met de drie anderen in een laadruimte belandt, beseffen ze alle vier dat ze Cylons zijn. De vier houden af en toe een geheime bijeenkomst en wanneer Cally Tyrol haar man Galen volgt omdat hij de laatste tijd in ongewone doen lijkt te zijn en ze hem ervan verdenkt een affaire te hebben, ontdekt Cally de waarheid over de vier. Helemaal overstuur belandt ze in een luchtsluis, waar ze met haar kind lijkt zelfmoord te willen plegen, maar dan wezenloos blijft zitten in het midden van de luchtsluis. Foster die blijkbaar iets gemerkt heeft, achtervolgd Cally. Ze spreekt sussende woorden tegen Cally en wanneer deze laatste uit de luchtsluis wil komen, neemt Foster het kind over en geeft Cally een trap, waardoor ze weer in de luchtsluis terechtkomt. Foster sluit de binnendeur en opent de buitendeur waardoor Cally verdwijnt in de ruimte.
Ze ontwikkeld interesse in Gaius Baltar's monotheïstische sekte en heeft een kortstondige relatie met hem. Nadat de rebellerende Cylons en de kolonisten een alliantie hebben gevormd komt Number Three aan boord van de Galactica die een oproep doet aan de Cylons op de Galactica om mee te komen naar het Cylon schip en zich te voegen bij hun eigen volk. De drie anderen blijven trouw aan de kolonisten maar Foster verzint een smoes om mee te gaan. Op het Cylon schip treft ze Roslin en deze krijgt te horen dat Foster een Cylon is. Als Roslin om haar hulp vraagt, krijgt ze van Foster te horen dat ze geen bevelen meer aanneemt van haar nu ze herenigt is met haar eigen volk.
Nadat Boomer het kind van Athena en Helo ontvoerd heeft wordt er een reddingsactie op touw gezet. Tijdens deze actie dreigt Cavil het kind om het leven te brengen en eist in ruil dat de Final Five hem opnieuw de heropstandingstechnologie bezorgen nadat deze vernietigd werd. Daarover wordt overeenstemming bereikt, maar om dat te kunnen doen moeten de Final Five zich elkaar verbinden met een computerlink, waardoor ze elkaars geheugen kunnen lezen. Net voor het tot stand brengen van de link waarschuwt Foster de andere vier dat ze allemaal dingen hebben gedaan waar ze niet fier op zijn maar die toch nodig waren. Op het moment dat de link tot stand komt ziet Tyrol dat zijn vrouw vermoord werd door Foster, waarna hij in woede uitbarst, de link verbreekt en Foster wurgt. Daardoor is ze met Samuel Anders een van de twee Final Five Cylons die geen nieuw leven kan beginnen op de nieuwe Aarde.